# Tucht-Unie
De Tucht-Unie was een Nederlandse federatie van verenigingen ter bestrijding van tuchteloosheid en versterking van zedelijke volkskracht. De vereniging werd opgericht in 1908. Het maandblad van de vereniging heette “De Gong. Roepstem van de Tucht-Unie".
Rond 1900 kwamen meerdere organisaties op ter bestrijding van de tuchteloosheid.. Voorbeelden hiervan waren de ANWB (1885) de Padvinderij (1911), verenigingen voor drankbestrijding en organisaties die de prostitutie tegengingen. In de straten richtte baldadige jeugd vernielingen aan. In 1900 werd daarom de Vereeniging Volksweerbaarheid opgericht om deze ‘tuchteloosheid’ te bestrijden. Burgerlijke waarden als tucht, weerbaarheid, maatschappelijke discipline en vaderlandsliefde werden daartoe gepropageerd. Militaire oefening en gymnastiek werden gezien als middel om uniformiteit en loyaliteit aan te kweken. In "Allen Weerbaar", het blad van de Vereeniging Volksweerbaarheid werd de Tucht-Unie opgeroepen tot een beschavingsoffensief.
Om het grote aantal verkeersongevallen terug te dringen werd bijvoorbeeld aangedrongen op de aanleg van speelstraten, speelweiden en sportvelden.
Voorwaarden als orde en rust zouden het bijbrengen van zedelijke weerbaarheid moeten ondersteunen.
Tot de leden van de Tucht-Unie hoorden de A.N.W.B., de Volksweerbaarheid, de Maatschappij tot Nut van 't Algemeen, verenigingen voor volkszang en verenigingen tegen drankmisbruik. Ook de Oranjebond van Orde was aangesloten bij de unie.
De eerste voorzitter was Edo Bergsma, een van de oprichters van de ANWB. Onder zijn leiding hield de Tucht-Unie op 25 november 1933 een vergadering in American Hotel te Amsterdam, ter herdenking van het 25-jarig bestaan. M.L.F.(Max) Bajetto was voorzitter van 1946 tot 1953. Tot de leden van het Algemeen Bestuur van de vereniging behoorden onder anderen Gerhardus Cornelis Abraham Fabius en voorzitter Adrianus Rutger Ophorst. Fabius hield in 1910 voor de Nederlandse Bond voor Lichamelijke Opvoeding als vertegenwoordiger van de Tucht-Unie een lezing over tucht en tuchteloosheid.
In 1919 waren 53 bonden en verenigingen aangesloten. In 1912 was dit gestegen naar 122 persoonlijke leden en vereenigingen-leden.  In 1956 telde de federatie 111 corporatieve en ruim vijfhonderd gewone leden. Voorzitter was toen luitenant-admiraal buiten dienst C.E.L. Helfrich.

## Manifest
Om de ideeën te communiceren werden meerdere malen manifesten verspreid. Het manifest dat in december 1917, op verzoek van het kabinet, door de Tucht-Unie werd verspreid luidde:
De tuchteloosheid en de verwildering van de Nederlandsche jeugd nemen onder den invloed der omstandigheden toe ; baldadigheid en straatschenderij oefenen eene zekere bekoring uit; wetten, verordeningen en voorschriften worden uit het oog verloren; het aantal misdrijven en kleinere vergrijpen vermeerdert met den dag ; de kinder-criminaliteit breidt zich uit.
Aan de Ouders is de taak, daartegen op te treden en er zich met alle kracht tegen te verzetten. Wij doen een beroep op hen om paal en perk te stellen aan de verbastering van de zeden bij hunne kinderen, door het volgende in acht te nemen:’’
1. Stelt uwen kinderen door uwe eigene levenswijze een voorbeeld ten goede.
2. Leert hen het eigendom en de vrijheid van anderen te ontzien.
3. Houdt hen van de straat, vooral op die uren bij duisternis en ontijde, waarin de gelegenheid en de verleiding tot onzedelijkheid, diefstal en andere misdrijven en vergrijpen het grootste zijn.
4. Verbiedt hen te vloeken, alcohol te gebruiken, te rooken, slechte zedebedervende tooneel- en bioscoopvoorstellingen te bezoeken en onzedelijke boeken te lezen.
5. Houdt hen de onbehoorlijkheid van baldadigheid en straatschenderij duidelijk voor oogen en zonder ophouden.
6. Leert hen het gezag en de overheid te eerbiedigen en spreekt daarover nooit in hun bijzijn met geringschatting, veel minder met minachting.
7. Geeft uwen kinderen voortdurend bezigheid; zendt hen voor ontspanning zoo mogelijk naar speelterreinen, sportvelden, leeszalen, enz. Ledigheid is des duivels oorkussen.
8. Stelt hen in de gelegenheid, goede toespraken aan te hooren en in zich op te nemen van godsdienstigen, opvoedkundigen en zedelijken aard.
9. Zorgt, dat uwe bevelen, voorschriften en waarschuwingen ook worden opgevolgd. Bestraft de onwilligen en de nalatigen.
10. Verzuimt niet, in uw gezin al datgene te doen en te bespreken, dat strekken kan om de goede vruchten eener degelijke opvoeding niet te doen verloren gaan, maar veeleer te doen toenemen.
11. Bevordert in uw huis orde, netheid en reinheid; verzet u met kracht tegen elke verwildering, ook al kost U dat onder de bestaande omstandigheden vaak zeer veel moeite.
12. Voorkomen is beter dan genezen en bestraffen. :[6]